# 先進攝影系統

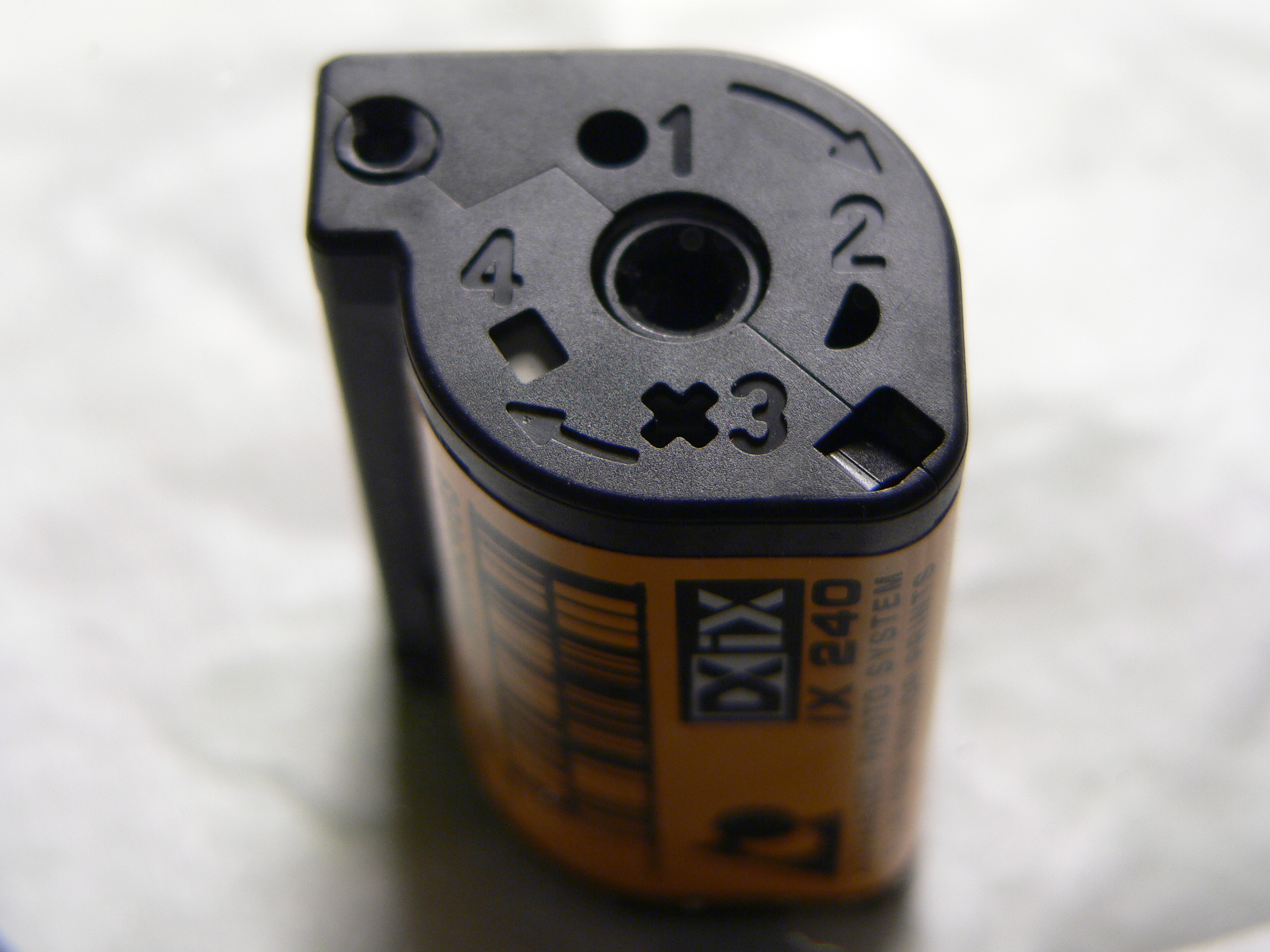
先进摄影系统的胶卷，上方1至4標示此卷底片的狀態

先进摄影系统（英語：APS, Advanced Photo System）是1996年由柯达、富士、佳能、美能达、尼康五大摄影器材厂商推出的不同于35毫米底片系统的新一代摄影系统的规范。

## 概要
先进摄影系统采用24mm底片，底片区域16.7mm x 30.2mm，胶卷采用可以直接裝入相機內的胶卷暗盒，免去了手工上卷。先进摄影系统的暗盒标识胶卷的状态，有未曝光（圓形）、部分底片曝光（半圓形）、全部底片已曝光（X形）及已冲洗（方形）四种状态。支援在拍摄中间取出，并再次放入。先进摄影系统支援数据交换系统（Information Exchange），底片除了记录图像信息外，还记录曝光时的设置，冲洗系统可以根据这些信息进行调整。摄影者在拍摄时，可以设置一下三种取景框设置：
- 标准（用字母C表示，比例为2:3）
- 高清电视（用字母H表示，比例为9:16）
- 全景（用字母P表示，比例为1:3）

这个设置也会存储在底片中，冲洗时可以自动冲洗出4*6，4*7，4*11三种不同规格的相片。胶卷冲洗后会退回盒中，方便底片的保管，再次冲印时可告诉冲洗店照片的号码（照片的号码可以从索引片上获得，相片背面也印有照片的号码）
先进摄影系统是一套规范，包括从胶卷，相机，冲洗系统等。先进摄影系统的胶卷的感光度有ISO200，400两种，有15张，25张，40张三种规格。先进摄影系统的暗盒呈不规则的椭圆柱形，高39mm，长轴30mm，短轴21mm，比35mm的胶卷盒小，因此，先进摄影系统的照相机一般可以做的比35mm相机小得多，一般属于消费级产品，但美能達、佳能、尼康等也有推出先进摄影系统的專業单眼相机。

## 失敗
雖然APS系統是相當革新的發明，但最終APS系統並未流行，且只存活了十餘年。原因是APS系統剛流行時，數碼攝影系統亦同時起步，數碼相機挾多種優點在市場佔有率大幅提高，而相片尺寸亦比APS相機更多選擇。只是APS相機在防止底片因操作失誤「走光」（如錯誤打開相機機背等原因）能比普通底片相機優勝而已。
柯達已經於2004年起停產APS相機。柯達與富士2011年起皆已停產APS底片，僅有少量庫存在市場上銷售。
儘管APS系統的相機與底片已退出市場，但其24mm片幅後來卻成為數位單眼相機開始發展時所採用的APS-C片幅，並廣泛獲相機廠商所採用。原因是24mm片幅的感光元件價格遠低於35mm片幅的感光元件。

## 使用APS规格的照相机
- 佳能：
  - 佳能EOS IX50
  - Canon IXUS Z65
- 富士：
  - EPiON 250z
  - Fotonex 1000ix体积仅为84×52.5×27.5mm，比香烟盒还小，重量只有135g
- 柯達：
  - ADVANTiX 4100ix zoom
  - 柯达Adventix 5800
  - ADVANTiX C400
- 美能达：
  - 美能达Vectis系列产品
- 尼康：
  - 尼康Pronea S
  - 尼康Pronea 600I
- PENTAX：
  - PENTAX edina
- Leica：
  - Leica C11 (APS底片機，搭配 Vario 23-70mm ASPH 鏡頭)